# 村瀬健
村瀬 健（むらせ けん、1973年12月9日 - ）は、フジテレビジョン所属のドラマ映画プロデューサー。著作家、音楽プロデューサーの顔も持つ。愛知県立旭丘高等学校、早稲田大学社会科学部卒業後、日本テレビに入社。『火垂るの墓』『14才の母』などのヒットドラマを手がけたのち転職し、『太陽と海の教室』『BOSS』『信長協奏曲』『いつかこの恋を思い出してきっと泣いてしまう』『silent』話題のドラマを連発する。映画でも『信長協奏曲』『帝一の國』『キャラクター』をプロデュース。愛知県名古屋市生まれ。京都芸術大学映像コース講師。

## 経歴
1973年、愛知県名古屋市生まれ。愛知県立旭丘高等学校、早稲田大学社会科学部卒業。
早稲田大学在学中はラテンアメリカ研究（畑惠子ゼミ）を専攻。バンドでプロを目指していた。サークルは、真心ブラザーズ出身の『Guitar Enjoy Club』、『シネマ研究会』、劇団の3つに所属。学生時代は自主映画を作ってシナリオ書いてもしていた。その後、自らサークルを立ち上げた（立ち上げメンバーの一人が早稲田大学社会科学部の准教授・横野恵の夫）。学生時代は奨学金をもらったり、映画を作るためにアルバイトをした。大学3年時に卒業してからも「やりたいことがやれるのは？」というのを考えからテレビ局受験を考える。
1997年に日本テレビ放送網入社。入社後はドラマ制作部に配属され、以降ドラマ畑を歩む。アシスタントディレクターやアシスタント・プロデューサーとしてキャリアを積み、2000年に「ナツのツボミ」で初演出、2002年に「続・平成夫婦茶碗」で初プロデュースした。その後、「愛情イッポン!」、「火垂るの墓」などの作品をプロデュースし、2006年には賛否両論を巻き起こした「14才の母」をプロデュースし、話題となる。「14才の母」は民放ドラマで唯一、ギャラクシー賞、日本民間放送連盟賞を受賞。
2008年1月にフジテレビへ転職。編成制作局ドラマ制作センターに所属。移籍後、第一作目として「太陽と海の教室」をプロデュース。2010年、エランドール賞・奨励賞を受賞。
その後、映画制作部に移動。2020年『約束のネバーランド』をヒットさせて、2021年、菅田将暉主演の映画『キャラクター』が公開された。
2022年10月クール放送「silent」がTverの再生回数歴代記録を更新する社会現象となった。同年11月20日、村瀬が音楽プロデューサーを務める4人組男女バンド「プランクトン」がUNIVERSAL SIGMAよりメジャーデビューすることが決定した。
2023年12月、初の著書『巻き込む力がヒットを作る "想い"で動かす仕事術』をKADOKAWAから出版。ヒット作を連発する極意を紹介。「今求められるテーマを感じ取る嗅覚」「最強の座組を実現させる口説き術」「若い才能を生かす企画推進術」など”想い”で動かす仕事術を初解禁。盟友の坂元裕二、川口春奈との対談も収録。
2024年1月、京都芸術大学映像コース講師として登壇。

## 人物
- 既婚。2児の父親。男の子、次に女の子を授かった[8]。
- 妻とはかつて日テレで『14歳の母』などのプロデューサーとアシスタントプロデューサーの関係としてともに働いており、目黒蓮などの注目俳優を発見して教えてくれていたため、実質的に『silent』でのキャスティングは彼女が担っていたようなものであり、主に子供を寝かしつけてから晩酌しつつ語り合うため、いわば「スナックたきよ（妻の名）」のおかげだと語る。
- 『いつかこの恋を思い出してきっと泣いてしまう』で"月9" 史上最長タイトルを付ける[9]。
- 『信長協奏曲』で"月9" 初の時代劇に挑戦[10][8]。
- 『silent』では、フジテレビヤングシナリオ大賞の一次審査で読んだ生方美久の世界観に惚れ込み、大賞受賞後、すぐに連続ドラマの脚本執筆を依頼する。生方は29歳で連続ドラマデビューとなった[11]。
- 10代男女4人組バンド「プランクトン」をプロデュース。村瀬の地元後輩にあたる愛知県立旭丘高校軽音楽部出身の卒業生バンド[12]。
- 映画「キャラクター」では小栗旬演じる刑事役の清田について「出演していただけると信じてキャラクターを作り込み、描き出した」と“当て書き”で作り上げたことをインタビューで明かしている[13]。

## 制作論
- 部下や後輩には「オンエアを見るようにしてね」と言っている。つまり完成形を見るように、と。自分たちが作っているドラマのオンエアを見るのは当然といえば当然なんですが、ドラマのスタッフはとにかく忙しいから、うっかり見逃してしまうこともある。村瀬自身も助監督のころは忙しくてオンエアを見ることができない日があった。でもオンエアを見ないと「自分が何をやっているのか」「自分が何を作っているのか」という基本的なことがわからなくなってしまう。録画でもTVerでも何でもいいからとにかく出来上がった作品を見ることによって仕事の手応えとかフィードバックとかを少しでも感じられるはず[14]。
- 自分たちが作ったドラマだけでなく「たくさんの作品を見る」ということが大事。これはクリエイティブな領域で仕事をするうえでは絶対に必要なこと。見るのが億劫だと感じる人は、はっきり言ってドラマ制作には向いていないと思う。これはきっと、違うジャンルでも同じでしょう。同業者やライバルの作品や商品を見たり聞いたりするのが億劫な人は、よほどの天才でない限り成功できないと考える[14]。
- 僕自身は天才じゃないから、ドラマのアイデアがポンポン出てくるわけではないし、インプットを増やしていかないと次のアイデアは生まれない、と確信している。だからこそ、後輩たちにも「オンエアを見る」「たくさんの作品を見る」「僕の仕事ぶりを見て盗む」ことの重要性が伝わるといいなと思っている。そういったインプットの積み重ねから得られるものはきっとあるはず[14]。

### フジと日テレの違い
フジテレビ・日本テレビの両方でドラマ制作を経験してきた立場として、両局の違いを以下のように語っている。
- 自分が日テレに就職した当時は「キラキラした人はフジ、TBSに出ていて、日テレ、テレ朝はその人達は出てくれない」という時代であり、これからブレイクするような人や芸人を探し、企画で勝負するようなドラマをやらざるを得なかった。『14歳の母』はそういう発想から生まれた企画[15]。
- その後フジに移籍するが、動機として「（フジでは）キャストが先に決まって、その人に向けて企画を作っていると聞いていて。そういうのもやってみたい」と思ったこと、また「右手に日テレ、左手にフジのやり方を学んだら日本ではあまりいないプロデューサーになれるのではないか」と考えたことを挙げている[15]。
- フジに移って一番驚いたことは「スタッフとキャストの距離が近い。すぐに連絡先を交換して一緒にご飯食べる」ことと「最後打ち上げがド派手」なこと。日テレ時代は「打ち上げといえば温泉に宿泊」が定番だったのに対し、フジでは「打ち上げがイベント」になっており、それが団結力を高める結果につながっているという[15]。

## 主な作品

### 日本テレビ
- 平成夫婦茶碗（2000年・AP）
- ナツのツボミ（2000年・演出）
- 向井荒太の動物日記 〜愛犬ロシナンテの災難〜（2001年・AP）
- 獅子女（2001年・監督）
- 続・平成夫婦茶碗（2002年・プロデューサー）
- 探偵家族（2002年・プロデューサー）
- 沈まない骨（2003年・演出）
- 東京ワンダーホテル（2004年・プロデューサー）
- 丹下左膳（2004年・プロデューサー）
- 愛情イッポン!（2004年・プロデューサー）
- 東京ワンダーツアーズ（2005年・協力プロデューサー）
- あいのうた（2005年・プロデュース）
- 火垂るの墓（2005年・プロデューサー）
- 東京ワンダーツアーズ IN SNOW（2006年・協力）
- 東京ワンダーツアーズスペシャルエディション（2006年・プロデューサー）
- 東京ワンダーツアーズ 4U（2006年・協力プロデューサー）
- 14才の母（2006年・プロデューサー）
- バンビ〜ノ!（2007年・プロデュース、スピンオフドラマ演出）
- オキナワ 男 逃げた（2007年・総合演出補）

### フジテレビ
- 太陽と海の教室（2008年・プロデュース）
- BOSS（2009年・プロデュース）
- BOSS 2ndシーズン（2011年・企画）
- 月の恋人〜Moon Lovers〜（2010年・プロデュース）
- 愛はみえる〜全盲夫婦に宿った小さな命（2010年・プロデュース）
- 幸せになろうよ（2011年・プロデュース）
- PRICELESS〜あるわけねぇだろ、んなもん!〜（2012年・プロデュース）
- 女信長（2013年・プロデュース）
- SUMMER NUDE（2013年・プロデュース）
- 信長協奏曲（2014年・アニメ版協力プロデューサー、ドラマ版プロデュース）　※月９ 初の時代劇　※フジテレビ開局55周年記念作品[10][8]
- いつかこの恋を思い出してきっと泣いてしまう（2016年・プロデュース）[9][16][17]
- バスケも恋も、していたい（2016年・プロデュース）
- 特命指揮官 郷間彩香（2016年・編成企画）
- めぐる。（2021年・プロデュース）
- silent（2022年・プロデュース）
- いちばんすきな花（2023年・プロデュース）
- この秋、僕は恋をした（2023年・協力プロデュース）
- 『いちばんすきな花』×『キリンチャレンジカップ2023』スペシャルドラマ（2023年・プロデュース）
- 『海のはじまり』（2024年・プロデュース）

### BeeTV
- 彼は、妹の恋人（2011年・プロデュース）

### TVer
- Silent　スピンオフドラマ　4話エピソード0〜紬と想と湊斗、8年前のある出来事〜（2022年・プロデュース）
- いちばんすきな花－みんなのほんね－（2023年・プロデュース）

### 映画
- 信長協奏曲（2016年・プロデュース）　※フジテレビ開局55周年記念作品[10]
- 帝一の國（2017年・プロデュース）
- とんかつDJアゲ太郎（2020年・プロデュース）
- 約束のネバーランド（2020年・プロデュース）[18]
- キャラクター（2021年・プロデュース）[13][19]

### 音楽
- プランクトン (2019年～・プロデュース)

## 出演

### テレビ
- ボクらの時代（フジテレビ） - 脚本家・生方美久×演出家・風間太樹と3人で対談[20]
- 最強の時間割 ～若者に本気で伝えたい授業～（TVer） - 講師として[21]
- オールナイトフジコ（フジテレビ） - フジコーズの演技に対するジャッジメント
- バズ動画アカデミー（フジテレビ） - バズっている動画（テレビドラマ）を作る達人として出演

## 著書
- 巻き込む力がヒットを作る "想い"で動かす仕事術（KADOKAWA、2023年12月4日）　ISBN 978-4046064219